# 인더스트리얼 음악

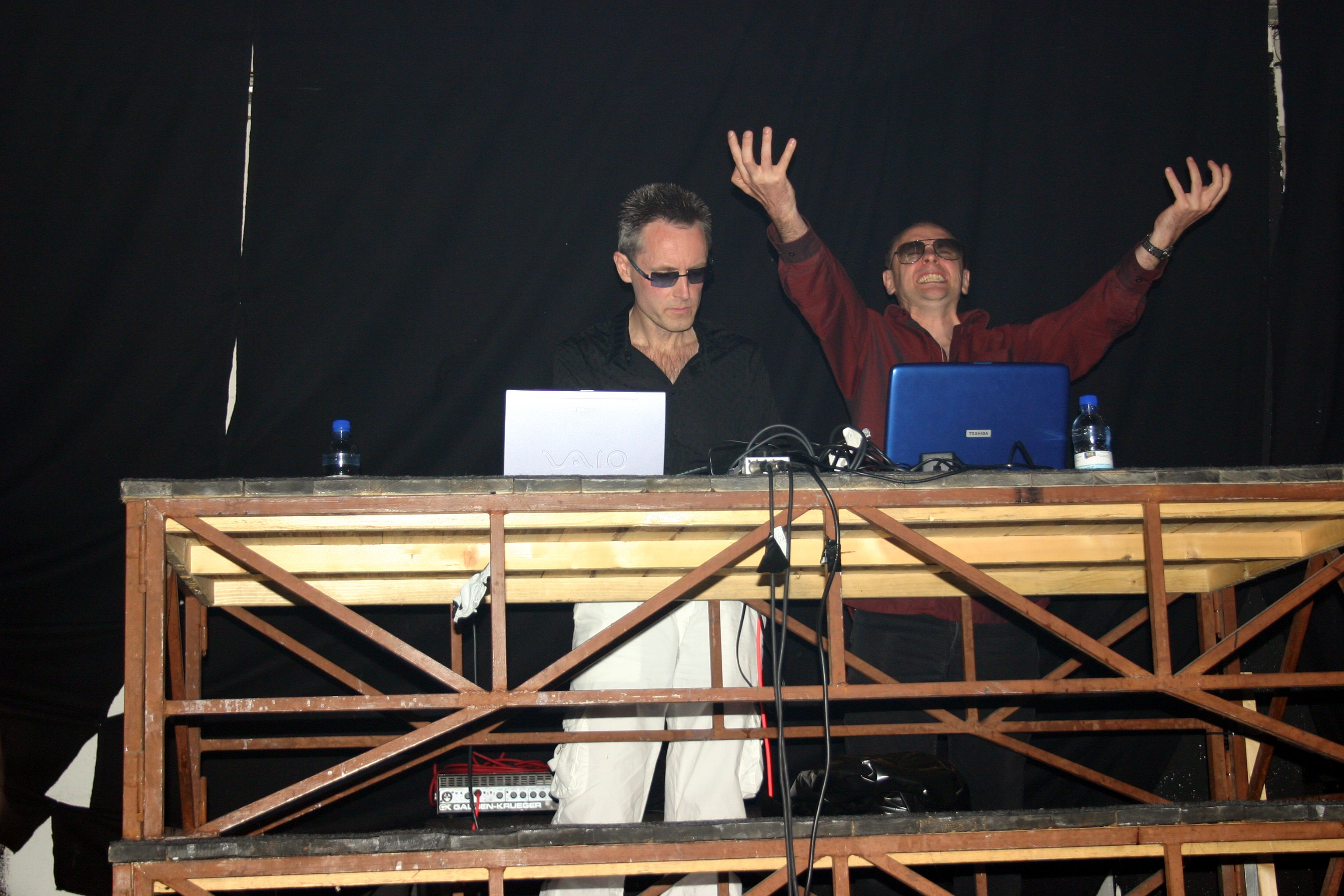

인더스트리얼 음악(industrial record)은 거칠고 도발적인 사운드와 주제를 다루는 실험 음악의 한 장르이다.
1970년대 산업혁명에 의해 생산설비의 잡음에 맞추어 일하며 춤을 추는 공원의 모습을 보고는 공장장이 그 근무태만에 대해 항의하며 서로 다투자, 그 모습을 고용주가 보고 무슨 이야기인지 들어보자면서 공원이 하는 말을 들어보니 '반복적인 기계 잡음을 듣고 있자니 신경에 거슬러서 근무환경을 극복하고자 하는 행동'이라 하여, 그렇다면 그것을 음악으로 만들어 공장주변의 술집에 판매한다면 공원들에게 유행하게 하여 돈을 다시 벌어들일 수 있겠다 하여 공장장의 친구에게 제작을 지시한 것이 그 시초이며 최초 제작자는 다시는 그런 것을 제작하지 않았다.
공장장의 친구가 약 200달러 정도를 투자하여 공장장의 권유로 만든 내용을 팔지도 못하게 되자 그것을 후회하며 다시는 그런 어리석음에 당하거나 속지 말자 하여 자주적이고 독립적인 진정한 음악이야말로 음악산업이다하여 산업, industrial을 레이블의 이름으로 하는 영국의 레이블 '인더스트리얼 레코드'에서 생겨났다.

## 역사
인더스트리얼 음악의 시초는 20세기 초의 이탈리아 미래주의자 외에 존 케이지, 피에르 셰페르, 피에르 불레즈등으로 볼 수 있다.
1970년대에 록 음악은 혁명적 성격 등 신선함을 잃고 이에 대한 반작용으로 펑크 음악과 인더스트리얼 음악이 생겨났다.

## 같이 보기
- 실험 음악
- 스팀펑크